# 严荣
嚴榮（1761年—1821年），字瑞唐，号少峰。蘇州人，清朝政治人物。

## 生平
乾隆六十年（1795年）進士。歷官庶吉士、编修，官至浙江金华府知府。嘉庆七年，金华爆發大水，严荣和乡绅方廷玉共同捐修金华府城墙。後改杭州知府。與翁方纲友好。

## 家族
父嚴福為乾隆四十年（1775）乙未科進士。岳父王昶。女婿吳鐘駿為道光十二年（1832）壬戌科狀元。子嚴良訓與女婿吳鐘駿為同榜進士。嚴榮孫女、嚴良訓女嫁安慶府知府蔣錫綬。